# Zelowan ensifer
Zelowan ensifer Murphy & Russell-Smith, 2010 è un ragno appartenente alla famiglia Gnaphosidae.

## Etimologia
Il nome della specie deriva dal latino ensifer, che significa portatore di spada, in riferimento alla forma dell'apofisi tegolare del pedipalpo maschile.

## Caratteristiche
L'olotipo maschile rinvenuto ha lunghezza totale è di 3,67mm; la lunghezza del cefalotorace è di 1,40mm; e la larghezza è di 1,26mm.

## Distribuzione
La specie è stata reperita nel Congo occidentale: l'olotipo maschile è stato rinvenuto nella foresta pluviale nei pressi di Masako, appartenente alla provincia di Bandundu.

## Tassonomia
Al 2016 non sono note sottospecie e dal 2010 non sono stati esaminati nuovi esemplari.